# 查普尔·罗恩
凯莱·罗斯·阿姆斯特茨（英語：Kayleigh Rose Amstutz，1998年2月19日—），艺名查普尔·罗恩（英語：Chappell Roan，发音为i/ˌtʃæpəl ˈroʊn/ CHAP-əl ROHN），是一位美国歌手兼词曲作者。她与制作人丹·尼格罗合作，其音乐主要受1980年代合成器流行和2000年代初期流行音乐的影响。她的审美风格深受變裝皇后的影响，她的音乐和表演风格被描述为“坎普风”。
在她17岁时，罗恩将原创歌曲《Die Young》上传到YouTube。不久之后，她与大西洋唱片签约。2017年，她发行了首张迷你專輯《School Nights》。她于2020年发行的单曲《Pink Pony Club》在风格上与她早期的作品截然不同，这一作品让罗恩崭露头角。同年，她被大西洋唱片公司解约。
在短暂休息之后，她于2022年独立发布了一系列歌曲。她的首张专辑《中西部公主的兴衰》于2023年通过小岛唱片发行。这张专辑被列入多个2023年度最佳专辑榜单。尽管没有立即取得商业上的成功，《中西部公主的兴衰》在发行后的几个月里获得了邪典追捧，并被认为是2024年初的“慢热型作品”。这张专辑的商业突破很大程度上得益于罗恩在奥利维亚·罗德里戈的Guts世界巡回演唱会中担任暖场嘉宾、她在科切拉音乐节和Governors Ball等音乐节上的表演、以及她后续单曲《Good Luck, Babe!》的成功。到了2024年中，《中西部公主的兴衰》在全球排行榜上大幅攀升，在美国Billboard 200排行榜以及澳大利亚、爱尔兰、新西兰和英国等地均进入前五名。随后，该专辑的几首单曲自发行以来首次进入多个排行榜。

## 早期生活
凯莱·罗斯·阿姆斯特茨出生于威拉德，时间是1998年2月19日。她是四个孩子中的老大，住在拖车公园。她的母亲卡拉是一名兽医，她的父亲德怀特在斯普林菲尔德经营着一家家庭诊所，并且是神经科和烧伤重症监护室的注册护士。她形容自己的家乡和成长环境是基督教右派。在童年时期，她每周去教堂三次，并在一些夏天参加基督教夏令营。在2023年的一篇《綜藝》采访中，她说她难以适应自己的成长环境，经常偷偷溜出去：“我只是想要感觉自己是一个良善的人，但我内心的一部分却渴望逃离。”
罗恩在10或11岁时开始弹钢琴，并在12岁时开始参加钢琴课程。她13岁时首次公开表演，在学校的才艺表演中演唱了《The Christmas Song》，并获得了冠军。当她大约14岁时，她参加了《美國達人秀》的试镜，但没有成功。在14或15岁时，她开始将翻唱作品上传到YouTube，吸引了多家唱片公司的注意。她进入青春期后开始创作歌曲。她提前一年从高中毕业，后来她描述了自己在音乐生涯初期错过了许多童年的经历，包括她的舞会和高中毕业典礼。

## 职业生涯

### 2015–2021：职业生涯初期
2014年11月，罗恩以Kayleigh Rose的名字将她的原创歌曲《Die Young》上传到YouTube。她在参加恩特洛肯艺术中心的夏令营时创作了这首歌，她说这“永远改变了我的轨迹”。随后，她前往纽约参加了几场音乐表演，最终在2015年5月8日与音乐厂牌大西洋唱片签约。2016年，她为了纪念同年因脑癌去世的祖父丹尼斯·K·查佩尔，采用了艺名查普尔·罗恩。这个名字是她祖父的姓氏和来自他最喜欢的歌曲《The Strawberry Roan》中的一词的组合。她还表达了对自己的本名的厌恶。
2017年8月3日，罗恩发行了她的第一首单曲《Good Hurt》。这首歌在《Interview》中获得了正面评价，该杂志赞扬了她的“惊人的成熟度和令人惊讶的深沉嗓音”。2017年9月22日，她通过大西洋唱片公司发行了名为《School Nights》的迷你專輯。同样在2017年，她还为万斯·乔伊的Lay It On Me巡回演唱会担任暖场嘉宾。在这段时间里，罗恩和她的父母住在斯普林菲尔德，必要时会和他们一起飞往洛杉矶或纽约市。2018年，罗恩搬到了洛杉矶。她后来表示，这是她第一次能够公开地以性少数的身份生活，并且感受到了“完全的愛和接納”，这让她能够开始“以真实的自己创作歌曲”。从2018年1月到3月，她与德克兰·麦肯纳一起在美国巡回演出。
罗恩在2020年初开始与词曲作者兼制作人丹·尼格罗合作。2020年4月，罗恩发行了《Pink Pony Club》，她把这首歌描述为与《School Nights》风格迥异。这首单曲由尼格罗制作，其音乐视频由格里芬·斯托达德执导。罗恩把她到访西好莱坞的同性恋酒吧The Abbey的经历作为这首歌的灵感来源。她说这首歌表达了她想成为Go-go舞者的愿望，并表示：“说实话，我没有足够的自信去做这件事，所以我写了一首关于这個想法的歌。”
罗恩在2020年5月发行了另外两首单曲《Love Me Anyway》和《California》。然而，她的作品没有为大西洋唱片公司带来足够的利润，大西洋唱片公司在2020年8月将她从唱片公司解约。同一周，她与交往了四年的男友分手，并在接下来的两年里担任制作助理、咖啡师和保姆来维持生计。尽管如此，《USA Today》将《Pink Pony Club》列为“2020年十佳歌曲”的第三名；一篇随附的描述将其描述为“真诚地赞美LGBT文化、接纳和追逐梦想”的舞曲流行音乐。在发行一年后，《Vulture》将《Pink Pony Club》描述为“2021年的夏季歌曲”，称其为“电子合成器中毒热曲”。到2022年8月，这首歌在Spotify上的播放量已超过1000万次。
2021年初，奥利维亚·罗德里戈的《驾照》的成功使尼格罗将注意力从罗恩转移到与罗德里戈合作制作《SOUR》；罗恩无法找到她同样喜欢的合作者。她短暂地搬回了密苏里州，一边在一家得来速餐厅工作，一边独立创作音乐。

### 2022–23：《中西部公主的兴衰》

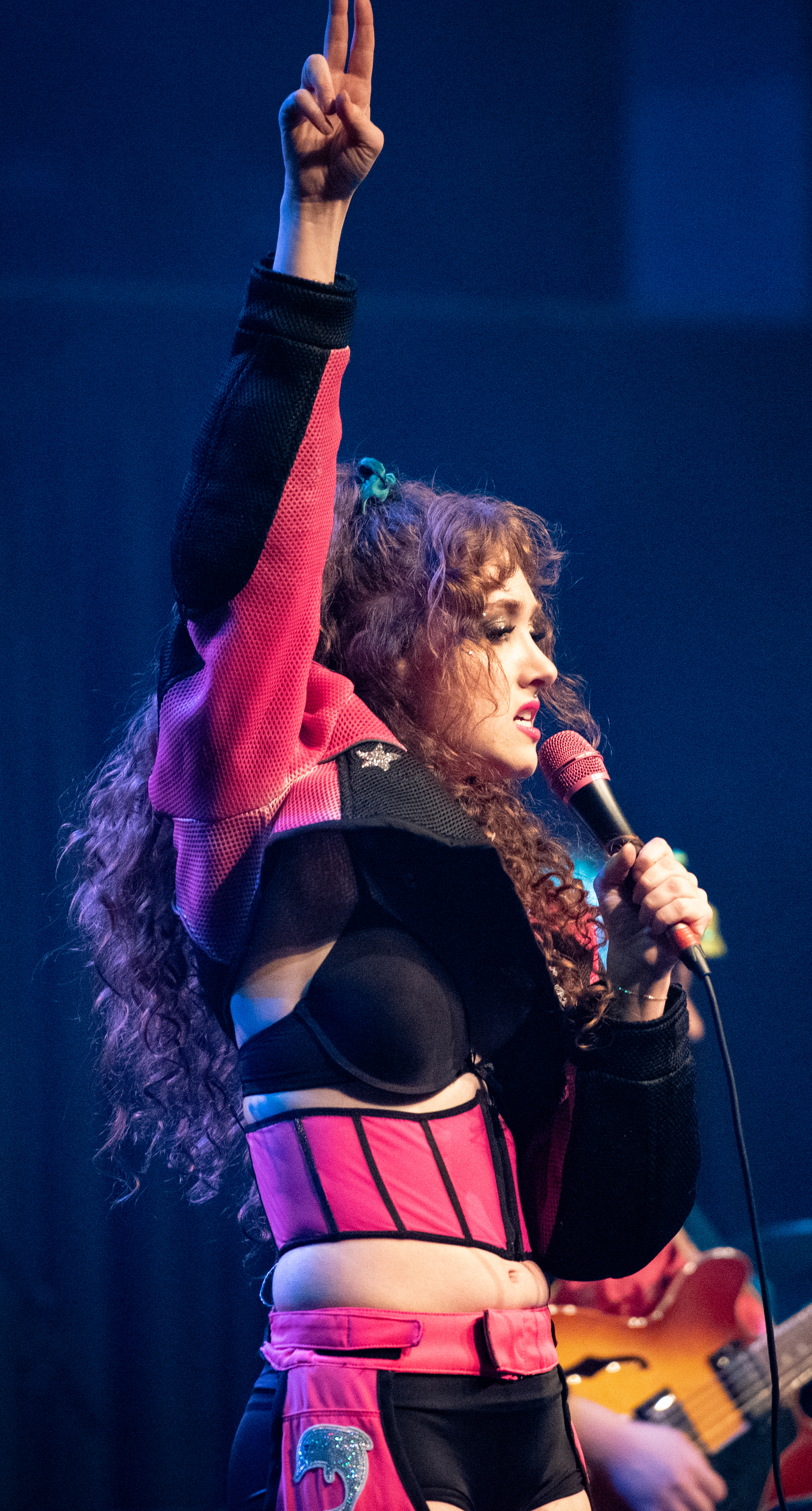
罗恩在2022年的Vogue剧院表演

罗恩于2020年10月搬回洛杉矶，继续独立创作音乐，同时从事一系列零工，包括制作助理和甜甜圈店员工。之后，她与索尼音乐签署了一份出版合约，并在2022年3月再次与丹·尼格罗合作创作并发布了《Naked in Manhattan》。这首歌是她两年来的第一首作品，也是她作为独立音乐人发行的第一首作品，也是她第一次表达对同性的吸引。它被《NPR》描述为“酷儿女孩勁歌熱曲”，歌词“温柔、念舊”且“挑逗而犹疑”。罗恩还被选中为奥利维亚·罗德里戈在罗德里戈的Sour巡回演唱会上的暖场嘉宾，以及弗莱彻的Girl of My Dreams巡回演唱会。
2022年8月，她发行了第二首独立单曲《Femininomenon》。《Earmilk》将这首歌描述为“非常歡快熱鬧，但又如此精巧”，并指出它与罗恩过去的作品不同。罗恩表示，这首由丹·尼格罗制作的歌曲，是她试图“放縱自己，讓自己越離譜越好”的一次嘗試。歌曲錄影帶由她自己执导；在影片中罗恩骑着一辆越野摩托车。罗恩发行了另一首单曲《Casual》，她与丹·尼格罗在2020年就开始创作这首歌。这首歌批评了一位不願進入穩定關係的恋人，灵感来自于罗恩在COVID-19大流行期间短暂的恋情，最终她的恋人表示他们遇到了其他人。尼格罗制作了这首歌，它具有受迷星和电台司令启发的忧郁音调。
2023年2月，罗恩开始了她的首場个人巡回演唱会Naked in North America Tour。巡回演唱会的每一站都有一个主题，罗恩会为粉丝推荐服装，同时自己制作坎普风服装。受奥维尔·佩克的启发，罗恩选择在巡回演唱会上邀请变装皇后担任开场嘉宾。巡回演唱会的音乐会获得了《哈佛深红報》和《綜藝》等刊物的正面评价，Jem Aswad将其描述为一场“讓你意识到一个新晋藝人即将腾飞”的音乐会，类似于2013年的洛德和2019年的比莉·艾利什。2023年3月，罗恩发行了《Casual》，随后在同年发行了后续单曲《Kaleidoscope》、《Red Wine Supernova》和《Hot to Go!》。
2023年9月22日，罗恩发行了她的首张完整長度錄音室专辑《中西部公主的兴衰》，并开始了她的第二次个人巡回演唱会The Midwest Princess Tour。这次巡回演唱会于2024年春季结束，横跨北美，并在伦敦、巴黎、柏林、墨尔本、布里斯班、悉尼和阿姆斯特丹举办了演出。罗恩将每张门票的1美元捐赠给了非营利组织For the Gworls，并在每场演出开始时邀请变装皇后表演。《中西部公主的兴衰》被列入多个2023年度最佳专辑榜单，尤其是在《影音俱樂部》、《時代雜志》、《Nylon》、《Dork》、《滾石》、《告示牌》和《Vogue》的榜单中。它还被列入《Pitchfork》的2023年22张最佳流行专辑榜单，并被Pop Buzz评为2023年最佳专辑榜单的第一名。

### 2024–至今：职业生涯突破
罗恩从2024年2月到4月在美国和加拿大为奥利维亚·罗德里戈的Guts世界巡回演唱会担任暖场嘉宾。在罗恩巡回演出的第一周，她的播放量增长了32%。同样在2月，罗恩还作为音乐嘉宾参加了《斯蒂芬·科拜尔晚间秀》。3月，NPR音乐发布了罗恩的《Tiny Desk Concert》表演。
2024年4月5日，罗恩发行了单曲《Good Luck, Babe!》，被描述为“下一章的第一首歌”。这首歌讲述了“强制异性恋”的主題，描述了一个女人试图否认她对罗恩的浪漫感情，也否認她對於女性的吸引。这首歌被《Billboard》赞扬为“實至名歸的成功”，在发行第一周获得了700万次播放，被列入Spotify前十名，并在Billboard Hot 100排行榜上排名第77位。同月晚些时候，罗恩在2024年科切拉音乐节上表演。在这段时间里，罗恩在Spotify上取得了越来越大的成功，她的多首歌曲都出现在其Daily Top Songs USA排行榜上，并且她的月度听众从2月到4月增长了500%以上。据《Billboard》报道，罗恩的周播放量在2024年6月比年初增长了20倍以上。凭借这首歌，罗恩获得了她在该平台上最快达到1亿次播放的歌曲。6月，这首歌成为罗恩在《Billboard Hot 100》排行榜上的首支前20名热门歌曲，排名第16位。后来，这首歌在7月的排行榜上排名第10位，成为她排名最高的歌曲，标志着她在美国总销量的增长了342%。
2024年6月，罗恩的首张专辑首次进入告示牌200大專輯榜前十名，排名第十，當周超过40,000张专辑等效单位。这张专辑还首次进入告示牌的Top Album Sales排行榜前十名，排名第八，成为该专辑迄今为止销量最好的一个星期，增长了168%。这张专辑最终攀升至第四名。在截至6月20日的一周内，这张专辑的销量比4月初每周的销量高出五倍以上。
同月，罗恩透露她拒绝了来自美国总统的邀请，参加当年的骄傲月庆祝活动。在Governors Ball音乐节期间，罗恩表示“我们希望所有的人都能享有自由、公正和自由。当你们做到这一点时，我才会来”，并提到了以色列-巴勒斯坦冲突和跨性別權益。
罗恩在2024年6月的Governors Ball音乐节上表演时，首次演唱了一首名为《Subway》的未发行歌曲。她Boston Calling音乐节上吸引了超过40,000人的观众，以及在Governors Ball音乐节上吸引大批觀衆；由於她在音樂節上受到熱烈歡迎，波纳罗音乐节宣布将罗恩的演出从一个小帐篷转移到一个更大的舞台。2024年6月，她在罗利的音乐会上，罗恩对观众谈到如何应对她迅速增长的知名度，她说：“我觉得我的职业生涯发展得太快了，很难跟上。我实话实说，今天我有点吃力。[...] 这正是我一直想要的——只是有时会讓人覺得壓力有點大。”

## 艺术风格

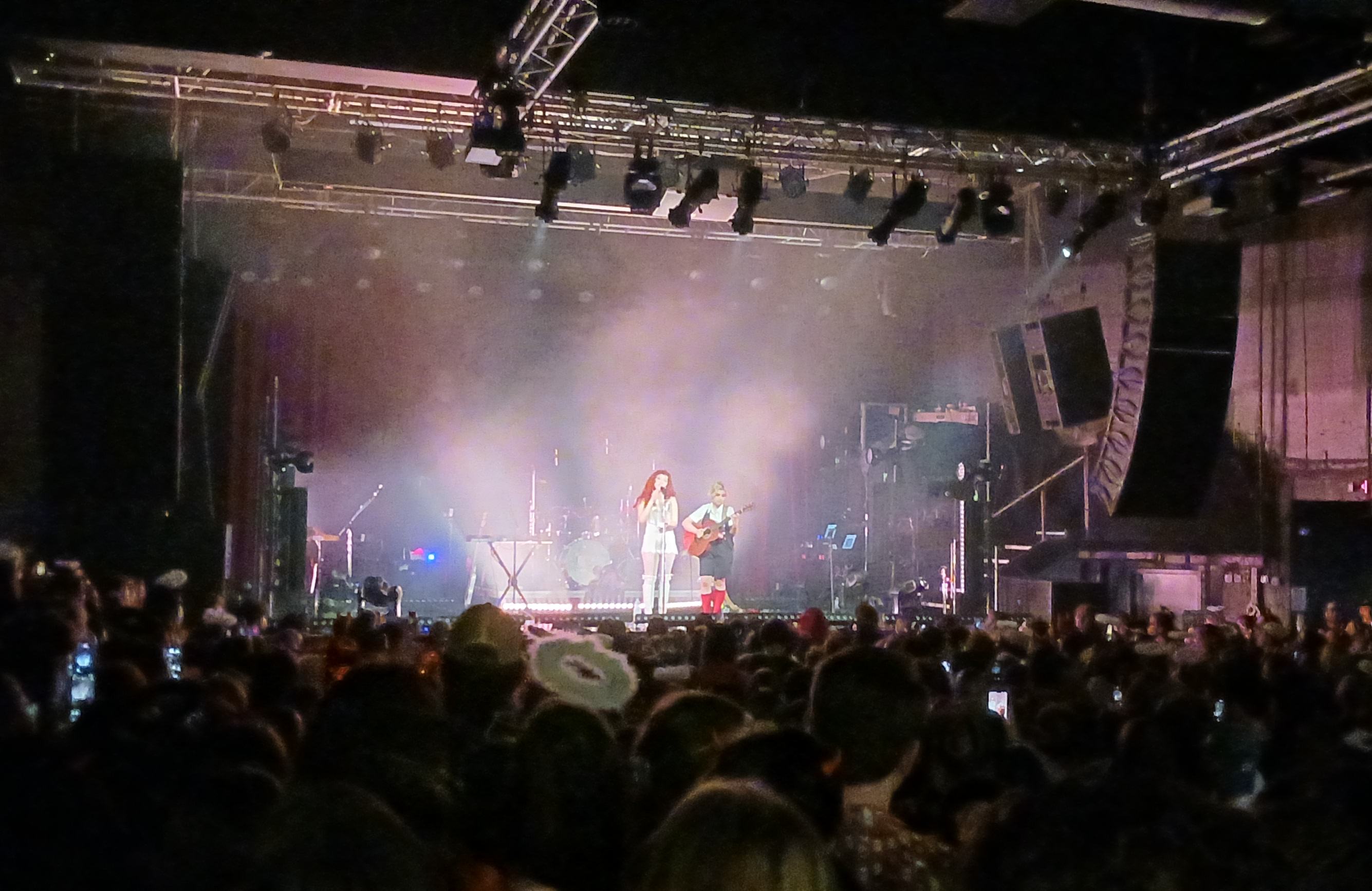
查普尔·罗恩在2023年10月的第一大道 (夜总会)表演

查普尔·罗恩大部分歌曲都是自己创作的，但也有一些与其他词曲作者合作创作。在她的首张单曲《Good Hurt》发行后，《Interview》杂志将她的风格描述为“融合了黑暗和不安的音调的[...]流行音乐，突出了她有力而忧郁的歌词”。2018年，她将自己的音乐风格描述为有机和电子音乐声音的混合，带有流行音乐的音调，以及“带有谣曲基调的暗黑流行”。据《Atwood Magazine》报道，在她青少年时期创作的歌曲中，她“用少见于她同輩人的真誠和鮮明，将我们青少年时期的困難挑戰展现得淋漓尽致”。罗恩将她的音乐描述为“现实生活中发生的事件的童话版本”，因为她的角色是她真实自我的放大版。罗恩被描述为拥有女高音音域。

### 灵感
罗恩将凯特·布什列为主要影响。她还列出了包括藝人Abbey Watkins、电影《魅惑》以及音乐藝人alt-J、史蒂薇·尼克斯、洛德和拉娜·德雷。2017年，一篇关于她首张EP的《PopCrush》评论将她的声音与后两位藝人进行了比较。她表示，蕾哈娜的歌曲《Stay》激励她开始创作音乐。2023年，《綜藝》的一篇文章将罗恩描述为“耀眼的、流行的、拥抱女性气质和Z世代的共同代际经历，同时擁抱酷兒身份”。罗恩还将Lady Gaga和妮琪·米娜列为她对音乐的态度的灵感来源，她的音乐让人们感到自信。在青少年时期，她发现了凯蒂·佩里、凱莎、布兰妮·斯皮尔斯和Pink等藝人，这也影响了她开始创作音乐并构建自己的舞台形象。罗恩表示，她在童年时期是在基督教摇滚的熏陶下长大的，但她从未认同这种音乐，而是对流行音乐充满了好奇。
罗恩的化妆和发型主要灵感来自于变装化妆，包括比奥莱特·查彻基等皇后。罗恩的化妆也从佐治童子、80年代龐克文化和维维安·韦斯特伍德中汲取灵感。罗恩将她在科切拉音乐节的化妆造型描述为“帕丽斯·希尔顿和詹姆斯·圣·詹姆斯或沃尔特·卡西迪合二为一，进行了一场变装表演”。罗恩也深受夜总会小子场景的影响。在《吉米·法伦今夜秀》节目中，罗恩表示她的舞台造型采用了恐怖电影、滑稽剧和戏剧的元素。罗恩还描述了她对舞台服装的看法：“我很喜欢讓自己看起来很漂亮同時又很嚇人。或者，漂亮又很俗气。或者根本就不漂亮。我也喜欢那样。”她也表示自己的著裝打扮有時并沒有深層次含義，她只是覺得這樣看上去好看而已。罗恩认为自己是一个拥有自己舞臺角色的变装皇后，她说：“我从未完全理解为什么女性不应该被允许做变装[...]我是一个变装皇后——无论你是否喜欢女性这样做。”

## 文化影响
罗恩的成功让她被称为“同性恋流行偶像”、“冉冉升起的新星”和“有远见的表演者”。罗恩被认为引领了音乐排行榜和文化潮流中的“女同性恋流行复兴”。罗恩的音乐将强制异性恋的概念带到了主流流行音乐的前沿。她因在音乐和现场表演中“毫不掩饰的真实性”和“表达她的同性恋和女性气质”而受到赞扬，激励年轻女性拥抱自己的性取向。她还因其“拒绝男性凝视”的形象在流行音乐领域受到赞扬。罗恩因她对酷儿表演者现状的“朋克”态度而受到赞扬，并因“改写了失恋流行音乐的规则”而受到称赞。《滾石》将观看罗恩的表演描述为“就像实时观看米开朗基罗雕刻大卫像”。
罗恩获得了音乐行业的赞扬。埃尔顿·约翰邀请罗恩加入他的《Rocket Hour》播客，并谈到她的成功：“看到真正的才华得到认可真是太好了。”罗恩是奥利维亚·罗德里戈在2023年的Spotify Wrapped中的最受欢迎的藝人，并且罗恩在罗德里戈的三首歌曲中担任背景歌手，包括她的专辑《Guts》和《The Ballad of Songbirds and Snakes》的原声带。Lady Gaga在罗恩在巡回演唱会期间翻唱她的歌曲《Bad Romance》的TikTok影片下评论道：“我喜欢查普尔”。爱莉安娜·格兰德在一篇分享罗恩在总督球音乐节上穿着自由女神像服装的《女巫前傳》梗图的Instagram帖子中表示：“我真的很喜欢查普尔·罗恩”。2024年6月，莎賓娜·卡本特在BBC Radio 1的Live Lounge节目中翻唱了《Good Luck, Babe!》，她表达了对罗恩作品的赞赏。
2024年，罗恩在哈佛医学院做了一場客座演講。在谷歌搜索上搜索罗恩的名字时，用户会收到“你是否想搜索：你最喜欢的藝人的最喜欢的藝人”的提示，这源于罗恩在科切拉音乐节的舞台上自我介绍的一段病毒式传播的片段。這一自我介紹來源於罗恩最喜欢的变装表演者莎莎·科尔比。

## 个人生活
罗恩目前住在加利福尼亚州的洛杉矶。虽然她是在基督教家庭中长大的，但她表示自己不再认同教会，她目前与宗教的关系正在“不断发展”。罗恩过去曾与男性约会；然而，她表示自己不再与男性约会，并认定自己是女同性恋。
罗恩在22岁时被诊断出患有雙相II型障礙。她表示治疗和药物对她很有帮助。她说，她在与治疗师讨论了她的内在小孩后，產生了“俗气的流行歌星”的形象。
虽然“查普尔·罗恩”最初是作为艺名，罗恩称這一名稱是她的变装角色的名字，并将自己比作麦莉·赛勒斯的汉娜·蒙塔娜。她将查普尔·罗恩描述为比她真实的自我更开放和自信，尤其是在性方面。
罗恩有一个腰部纹身，上面写着“公主”，这帮助她想出了首张录音室专辑的名字。

## 音乐作品

### 录音室专辑
| 标题                 | 专辑详情                                            | 排行榜最高排名    | 排行榜最高排名           | 排行榜最高排名   | 排行榜最高排名   | 排行榜最高排名       | 排行榜最高排名 | 认证                 |
| 标题                 | 专辑详情                                            | 告示牌200大專輯榜 | 澳大利亚唱片业协会专辑榜 | 加拿大专辑排行榜 | 爱尔兰专辑排行榜 | 紐西蘭官方音樂排行榜 | 英國專輯排行榜 | 认证                 |
| -------------------- | --------------------------------------------------- | ----------------- | ------------------------ | ---------------- | ---------------- | -------------------- | -------------- | -------------------- |
| 《中西部公主的兴衰》 | - 发行日期：2023年9月22日 - 厂牌：Island，Amusement | 2                 | 4                        | 3                | 1                | 1                    | 1              | - 英国唱片业协会：金 |

### 迷你专辑
| 标题              | EP详情                                                              |
| ----------------- | ------------------------------------------------------------------- |
| 《School Nights》 | - 发行日期：2017年9月22日 - 厂牌：Atlantic - 格式：数字下载、流媒体 |

### 单曲
| 标题                                   | 年份 | 排行榜最高排名    | 排行榜最高排名           | 排行榜最高排名 | 排行榜最高排名   | 排行榜最高排名 | 排行榜最高排名       | 排行榜最高排名 | 排行榜最高排名 | 排行榜最高排名       | 认证                                                                     | 所属专辑             |
| 标题                                   | 年份 | Billboard Hot 100 | 澳大利亚唱片业协会排行榜 | 加拿大热门100  | 爱尔兰单曲排行榜 | 荷兰单曲排行榜 | 新西兰官方音乐排行榜 | 瑞士音乐排行榜 | 英国单曲排行榜 | Billboard Global 200 | 认证                                                                     | 所属专辑             |
| -------------------------------------- | ---- | ----------------- | ------------------------ | -------------- | ---------------- | -------------- | -------------------- | -------------- | -------------- | -------------------- | ------------------------------------------------------------------------ | -------------------- |
| "Good Hurt"                            | 2017 | —                 | —                        | —              | —                | —              | —                    | —              | —              | —                    |                                                                          | 《School Nights》    |
| "Bitter"                               | 2018 | —                 | —                        | —              | —                | —              | —                    | —              | —              | —                    |                                                                          | 非专辑单曲           |
| "School Nights"                        | 2018 | —                 | —                        | —              | —                | —              | —                    | —              | —              | —                    |                                                                          | 非专辑单曲           |
| "Pink Pony Club"                       | 2020 | 26                | 63                       | 39             | 9                | —              | 35                   | —              | 15             | 48                   |                                                                          | 《中西部公主的兴衰》 |
| "Love Me Anyway"                       | 2020 | —                 | —                        | —              | —                | —              | —                    | —              | —              | —                    |                                                                          | 非专辑单曲           |
| "California"                           | 2020 | —                 | —                        | —              | —                | —              | —                    | —              | —              | —                    |                                                                          | 《中西部公主的兴衰》 |
| "Naked in Manhattan"                   | 2022 | —                 | —                        | —              | —                | —              | —                    | —              | —              | —                    |                                                                          | 《中西部公主的兴衰》 |
| "My Kink Is Karma"                     | 2022 | 81                | —                        | 98             | —                | —              | —                    | —              | —              | —                    |                                                                          | 《中西部公主的兴衰》 |
| "Femininomenon"                        | 2022 | 66                | —                        | 69             | —                | —              | —                    | —              | —              | —                    |                                                                          | 《中西部公主的兴衰》 |
| "Casual"                               | 2022 | 59                | 83                       | 64             | 96               | —              | —                    | —              | —              | 124                  |                                                                          | 《中西部公主的兴衰》 |
| "Kaleidoscope"                         | 2023 | —                 | —                        | —              | —                | —              | —                    | —              | —              | —                    |                                                                          | 《中西部公主的兴衰》 |
| "Red Wine Supernova"                   | 2023 | 41                | 63                       | 47             | 27               | —              | —                    | —              | 31             | 72                   |                                                                          | 《中西部公主的兴衰》 |
| "Hot to Go!"                           | 2023 | 15                | 19                       | 19             | 6                | —              | 17                   | —              | 7              | 17                   |                                                                          | 《中西部公主的兴衰》 |
| "Good Luck, Babe!"                     | 2024 | 4                 | 4                        | 4              | 1                | 25             | 5                    | 18             | 2              | 5                    | - 美国唱片业协会：金 - BPI：金 - 加拿大音乐：金 - 新西兰唱片业协会：白金 | 待公布               |
| "—" 表示该唱片未上榜或未在该地区发行。 |      |                   |                          |                |                  |                |                      |                |                |                      |                                                                          |                      |

### 音乐视频
| 标题                              | 年份 | 导演                         | 參考 |
| --------------------------------- | ---- | ---------------------------- | ---- |
| "Good Hurt"                       | 2017 | Griffin Stoddard             |      |
| "Die Young"                       | 2018 | Catie Laffoon                |      |
| "Sugar High"                      | 2018 | Ethan Seneker                |      |
| "Pink Pony Club"                  | 2020 | Griffin Stoddard             |      |
| "Naked in Manhattan"              | 2022 | Ryan Clemens & Chappell Roan |      |
| "My Kink Is Karma"                | 2022 | Hadley Hillel                |      |
| "Casual"                          | 2022 | Hadley Hillel                |      |
| "Kaleidoscope" (官方现场表演)     | 2023 | Hadley Hillel                |      |
| "Red Wine Supernova"              | 2023 | Ryan Clemens                 |      |
| "Hot to Go!"                      | 2023 | Jackie! Zhou                 |      |
| "Super Graphic Ultra Modern Girl" | 2023 | Jackie! Zhou                 |      |

## 巡回演唱会

### 个人巡回演唱会
- Naked in North America Tour (2023)
- The Midwest Princess Tour (2023–2024)

### 暖场嘉宾
- 凡斯·乔伊（英语：Vance Joy） – Lay It On Me巡回演唱会（英语：Lay It On Me Tour） (2017)
- 海岸现代（英语：Coast Modern） - On Tour (2017)
- 德克兰·麦肯纳（英语：Declan McKenna） – What Do You Think About The Car? Tour (2018)
- 奥利维亚·罗德里戈 – Sour巡回演唱会（英语：Sour Tour） (2022)
- 本·普拉特 – Reverie（英语：The Reverie Tour） (2022)
- 弗莱彻 – Girl of My Dreams Tour (2022)
- 奥利维亚·罗德里戈 – Guts世界巡回演唱会（英语：Guts World Tour） (2024)